# Xavier Florencio
Xavier Florencio Cabré (Tarragona, 26 dicembre 1979) è un dirigente sportivo ed ex ciclista su strada spagnolo, professionista dal 2001 al 2013.

## Carriera
Dopo essersi laureato campione nazionale nella categoria juniores nel 1996, passa professionista nel 2001, a soli 21 anni, con la ONCE di Manolo Saiz. In carriera ha ottenuto due vittorie da pro, la tappa di La Chase-Dieu al Tour de l'Avenir 2002 e soprattutto la Clásica San Sebastián 2006.
Nel 2010, poco prima dell'inizio del Tour de France, viene espulso dalla Cervélo per aver assunto efedrina per alleviare il fastidio dovuto al sellino, senza comunicarlo ai medici della squadra.
Al termine della stagione 2013 annuncia il ritiro dall'attività agonistica. Nel 2014 assume la carica di direttore sportivo per l'ultima squadra in cui aveva corso, il Team Katusha; nel 2020 entra invece nello staff tecnico del team Bahrain-McLaren.

## Palmarès
- 2002

8ª tappa Tour de l'Avenir (La Chaise-Dieu)
- 2006

Classica di San Sebastián

### Altri successi
- 2008

Classifica a punti Volta a la Comunitat Valenciana

## Piazzamenti

### Grandi Giri
- Tour de France

2007: 46º
2008: 101º
2010: non partito (prologo)
- Vuelta a España

2004: 90º
2005: 98º
2006: ritirato (16ª tappa)
2007: ritirato (13ª tappa)
2008: 36º
2009: 59º
2010: 104º
2012: 105º

### Classiche monumento
- Milano-Sanremo

2002: 21º
2003: 25º
2006: 36º
2007: 155º
2008: 24º
2009: 131º
2010: 24º
2012: 11º
2013: 24º
- Giro delle Fiandre

2002: ritirato
2003: ritirato
2004: 18º
2006: ritirato
2012: 17º
2013: 55º
- Parigi-Roubaix

2002: ritirato
2003: 44º
- Liegi-Bastogne-Liegi

2007: 99º
2008: ritirato
2009: 111º
2010: 30º
2012: 98º
- Giro di Lombardia

2002: ritirato
2006: 24º
2011: ritirato

### Competizioni mondiali
- Campionati del mondo

Salisburgo 2006 - In linea Elite: 36º
Stoccarda 2007 - In linea Elite: ritirato